# Dídimo Clideo de Alejandría
Dídimo Clideo de Alejandría (en griego antiguo: Δίδυμος Κλυδεύς, siglo II) fue un atleta olímpico de la Antigüedad nacido en Alejandría.
Resultó ganador de la carrera a pie del estadio (la longitud de un estadio eran aproximadamente 192 m) durante los 230.º Juegos Olímpicos, en el 141.
Eusebio de Cesarea lo menciona en su libro Crónica como campeón olímpico.